# باكولي
باكولي، (بالإنجليزية: Bacoli)‏، (الإيطالية:ɑːvɑːkulə)، (اللاتينية: Bauli)، هي (بلدية) في مدينة نابولي، في المنطقة الإيطالية كامبانيا، وتقع على بعد حوالي 15 كم غرب نابولي.

## السكان
في سنة 1861 بلغ عدد السكان 2٬843 نسمة، وتطور العدد ليصل في سنة 2011 لـ 26٬648 نسمة.
يظهر هذا المخطط البياني تطور النمو السكاني لـ باكولي